# Syltjärnen
Syltjärnen är en sjö i Åre kommun i Jämtland och ingår i Indalsälvens huvudavrinningsområde. Sjön har en area på 0,0698 kvadratkilometer och ligger 1 277,5 meter över havet.

## Delavrinningsområde
Syltjärnen ingår i det delavrinningsområde (699486-131956) som SMHI kallar för Namn saknas. Medelhöjden är 1 296 meter över havet och ytan är 12,01 kvadratkilometer. Det finns ett avrinningsområde uppströms, och räknas det in blir den ackumulerade arean 16,05 kvadratkilometer. Indalsälven (Bodsjöströmmen) som avvattnar avrinningsområdet har biflödesordning 2, vilket innebär att vattnet flödar genom totalt 2 vattendrag innan det når havet efter 435 kilometer. Avrinningsområdet består mestadels av kalfjäll (99 procent). Avrinningsområdet har 0,07 kvadratkilometer vattenytor vilket ger det en sjöprocent på 0,6 procent.